# Saprinus aegialius
Saprinus aegialius är en skalbaggsart som beskrevs av Reitter in Brenske och Edmund Reitter 1884. Saprinus aegialius ingår i släktet Saprinus och familjen stumpbaggar. Inga underarter finns listade i Catalogue of Life.